# Penambangan (Curah Dami)
Penambangan is een bestuurslaag in het regentschap Bondowoso van de provincie Oost-Java, Indonesië. Penambangan telt 3195 inwoners (volkstelling 2010).